# Armée de l'air gabonaise
L'armée de l'air gabonaise est la composante aérienne des forces armées gabonaises. 
Elle a été créée le 25 janvier 1972. Elle a pour vocation principale l'appui aux troupes et le transport pour tous les Corps et Organismes Internationaux et Nationaux de la République Gabonaise.
Le contexte opérationnel et l'arrivée de Mirage F1 en 2010 et 2011, lui permettent de répondre à diverses exigences en matière de sécurité et de contrôle de l'espace aérien, grâce à une puissance de feu accrue.

## Historique
Avec la création à partir de 1964, des détachements (futures régions militaires) à l’intérieur du pays, de l’installation officielle en 1966 du Centre d’instruction de Mouila au Sud-Ouest du pays, l’activité aérienne venait de doubler et, le décret présidentiel no 00205/PRDN du 25 janvier 1972 consacrait la naissance de l’Armée de l’Air Gabonaise, Armée technique mais aussi vecteur de développement au service de la nation gabonaise.
En janvier 1980 et sur l'initiative du Président El Hadj Omar Bongo ONDIMBA, l’Armée de l’Air se dote d’une structure de combat, par l’acquisition d’une flotte d’avions de chasse et marque sa territorialité par la création de la base aérienne 02 de Mvengue qui, avec celle de Libreville va amener l’éclosion des Forces Aériennes Gabonaises.
L’aviation légère des armées, a été créée par décret présidentiel no 00905/PR/DN du 11 juillet 1986 à la suite des conclusions du Conseil supérieur de Défense en sa réunion du 29 juin 1984.
L’aviation légère des armées est détentrice de tous les hélicoptères en service au sein des forces armées gabonaises. Elle a hérité à sa création de toutes les structures et personnels de l’ancienne escadrille Hélicoptères de l’armée de l’air.
Arme de l’initiative et de l’urgence, sa création se justifie par ses capacités opérationnelles adaptées à la configuration du terrain.

## Aéronefs
Les appareils en service en 2016 sont les suivants :
| Aéronefs                       | Origine            | Type                         | En service      | Versions        | Notes |
| Avion de chasse                | Avion de chasse    | Avion de chasse              | Avion de chasse | Avion de chasse | Avion de chasse |
| ------------------------------ | ------------------ | ---------------------------- | --------------- | --------------- | --- |
| Mirage F1                      | France             | Avion de chasse              | 8               | F1AZ            | Rachetés à la Force aérienne sud-africaine (Mirage F1AZs) en 2006, version de bombardement et d'appui, livrés par la société Aerosud après remise en état opérationnelle,. |
| Aermacchi MB-326 Impala        | Italie             | Avion d'attaque au sol       | 2               | MB-326 Impala I | Racheté à l'Afrique du Sud. |
| Avion de transport             |                    |                              |                 |                 | |
| Lockheed C-130 Hercules        | États-Unis         | Avion de transport           | 1               | C-130HL100-30   | TR-KKB C/N : 382-4710, en remise en état opérationnelle chez OGMA Portugal                                                                                                 |
| CASA CN-235                    | Espagne/ Indonésie | Avion de transport           | 1               | CN-235M-100     | |
| Hélicoptère                    |                    |                              |                 |                 | |
| Sud-Aviation SA342 Gazelle     | France             | Hélicoptère utilitaire léger | 12              | SA342MSA342L    | Garde Républicaine |
| Sud-Aviation SA330 Puma        | France             | Hélicoptère de transport     | 3               | SA330C/H        | |
| Aérospatiale AS332 Super Puma  | France             | Hélicoptère de transport     | 1               | AS 332L1        | Groupement Aérien Présidentiel (GAP) Immatriculation : TR-KCW, TR-KCX, TR-KCY                                                                                              |
| Airbus Helicopter H120 Colibri | Union européenne   | Hélicoptère d'entrainement   | 2               |                 | |
| Eurocopter EC135               | Allemagne          | Hélicoptère utilitaire       | 2               |                 | 1 version médicalisée et 1 version VIP |
| Bell 412                       | États-Unis         | Hélicoptère utilitaire       | 1               | AB-412          | |

### VIP
| ATR 42F         | France/ Italie | Avion de transport VIP | 1 | ATR 42-320       | Groupement Aérien Présidentiel (GAP)                                                                                               |
| Falcon 900      | France         | Avion de transport VIP | 1 | F900EX           | Flotte Aérienne Présidentielle (FLAP)                                                                                              |
| Gulfstream G650 | États-Unis     | Avion de transport VIP | 1 | G650ER           | TR-KGM, entrée en service en 2015.                                                                                                 |
| Gulfstream IV   | États-Unis     | Avion de transport VIP | 1 | Gulfstream IV-SP | Flotte Aérienne Présidentielle (FLAP)                                                                                              |
| Boeing 777      | États-Unis     | Avion de transport VIP | 1 | B777-236         | Livré le 18 juin 2012 par la Boeing Aircraft Holding Company, l'appareil immatriculé TR-KPR est âgé de 16 ans lors de sa livraison |

## Aéronefs non opérationnels observables (2014)
Certains appareils non opérationnels ou sous cocons des forces aériennes gabonaises sont encore visibles sur certaines plateformes aéroportuaires.
Au Gabon :
Libreville
- Embraer EMB 110 Bandeirante TR-KNA qui ne sera sans doute pas remise en service.
- Alouette III SA319 sous cocons au Groupement Aérien Présidentiel.

Franceville
- Fouga CM-170 Magister 4 anciens appareils de chasse et d'entrainement exposés sur la base aérienne 02 de Mvengué en 2016.

En France :
- Douglas DC-8-73, stationné depuis quelques années sur l'Aéroport de Nîmes - Garons.

## Autres équipements
Les autres équipements composant les forces se composent des missiles et matériels de défense anti-aérienne.
- Missile

| Type                    | Utilisation                               |
| ----------------------- | ----------------------------------------- |
| AGM MBDA AS-30L         | Bombardement, appui rapproché             |
| ATGM MBDA HOT           | Missile européen                          |
| AAM Matra R550 Magic II | Missile air-air courte portée             |
| AAM Matra R530          | Missile air-air moyenne portée            |
| ASM MBDA HOT            | Utilisée par l'Aviation légère des armées |

- Défense anti-aérienne

| Quantité | Type                                       | Utilisation                                |
| -------- | ------------------------------------------ | ------------------------------------------ |
| 60       | Mistral (missile)                          | Lutte anti-aérienne à basse altitude       |
| 4        | Panhard ERC 20 Kriss                       | Véhicules de défense anti-aérienne 2×20 mm |
| 37       | Mortier remorqué[réf. nécessaire] de 37 mm | DCA                                        |
| 24       | ZU-23-2                                    | Double canon anti-aérien russe             |
| 12       | M1939 85 mm                                | Canon anti-aérien russe                    |
| 3        | Bofors L-70 40 mm                          | Canon anti-aérien                          |

## Organisation

### Forces
Les forces aériennes disposent d'un équipement complet, le défis pour les militaires est de pouvoir maintenir en condition opérationnelle les aéronefs. Cette tâche de maintien se faisait autrefois avec l'assistance des Forces armées françaises et depuis de nombreuses années est à la charge des techniciens gabonais.
Répartition des forces :
- Groupement aérien Présidentiel, sous la direction de la Garde républicaine.

Composé d'un  Escadron de contre-terrorisme, aucun aéronef en 2013.
Composé d'un  Escadron d'entrainement 2-02
| Nombre d'aéronef | Type              | Notes                           |
| ---------------- | ----------------- | ------------------------------- |
| 1                | Reims Cessna F152 | non opérationnel sur la base 02 |
| 2                | Aermacchi MB-326  | opérationnel sur la base 02     |

Composé d'un  Escadron VIP Transport
| Nombre d'aéronef | Type             | Notes                        |
| ---------------- | ---------------- | ---------------------------- |
| 3                | AS332 Super Puma | VIP, ALA Opérateur technique |

Composé d'une  Flotte Aérienne Présidentielle
| Nombre d'aéronef | Type             | Notes            |
| ---------------- | ---------------- | ---------------- |
| 1                | Gulfstream IV SP | VIP              |
| 1                | Falcon 900 EX    | VIP              |
| 1                | Boeing 777-200   | VIP              |
| 1                | ATR 42F          | Transport divers |

- Escadron de transport Lourd

| Nombre d'aéronef | Type    | Notes                        |
| ---------------- | ------- | ---------------------------- |
| 1                | C130H   | Transport Tactique           |
| 1                | L100-30 | Transport Tactique, en panne |

- Escadron de transport Léger

| Nombre d'aéronef | Type                        | Notes                         |
| ---------------- | --------------------------- | ----------------------------- |
| 1                | CASA CN-235-100M            | Transport Tactique            |
| 1                | Embraer EMB 110 Bandeirante | Patrouille maritime, en panne |

- Escadron de chasse 1-02 Leyou

| Nombre d'aéronef | Type        | Notes               |
| ---------------- | ----------- | ------------------- |
| 6                | Mirage F1AZ | Appui, bombardement |

- Aviation Légère des Armées

Composée de Groupement Hélicoptère
divisée en Escadrille aérienne Transport
| Nombre d'aéronef | Type                  | Notes                |
| ---------------- | --------------------- | -------------------- |
| 3                | Eurocopter SA330 Puma | Transport de troupe  |
| 1                | Bell 412SP            | Transport de troupe  |
| 4                | Eurocopter EC135      | EVASAN et utilitaire |

divisée en Appui tactique
| Nombre d'aéronef | Type             | Notes      |
| ---------------- | ---------------- | ---------- |
| 2                | SA342-L1 Gazelle | Appui, feu |

divisée en Gendarmerie Nationale
| Nombre d'aéronef | Type                        | Notes          |
| ---------------- | --------------------------- | -------------- |
| 1                | Eurocopter AS355 Écureuil 2 | Reconnaissance |

divisée en Police
| Nombre d'aéronef | Type                      | Notes          |
| ---------------- | ------------------------- | -------------- |
| 1                | Eurocopter AS350 Écureuil | Reconnaissance |

divisée en École d'hélicoptère de l'ALA
| Nombre d'aéronef | Type               | Notes                             |
| ---------------- | ------------------ | --------------------------------- |
| 1                | SA319 Alouette III | Entrainement, sous cocon BA 01 GR |

## Bases aériennes
Les forces aériennes gabonaises disposent de deux bases aériennes situées dans les plus grandes villes du pays qui sont Libreville et Franceville.
- La base aérienne 01 de Libreville créée en 1972 et située sur la plate forme de l'aéroport international Léon Mba. Elle abrite tous les escadrons de transport et les hélicoptères de l'aviation légère des Armées, l'état-major (EMAA), la Flotte Aérienne Présidentielle , le Groupement Fusiliers Commandos de l'Air Nord, le Laboratoire des Langues de Forces de Défense et de Sécurité et la Direction de l'Aviation Légère des Armées.
- La base aérienne 02 de Mvengue créée en 1980 située sur l'aéroport international Omar Bongo de la ville de Franceville est une base de chasse abritant actuellement le Groupement Fusiliers Commandos de L'Air Sud et les Mirages F1AZ de l'escadron de chasse 1-02 « Leyou ».

## Missions
L'armée de l'air effectue principalement 3 types de missions, dans un but fondamental de défense et non dans un but offensif.

### Missions tactiques
- Reconnaissance et surveillance de l'espace aérien
- Appui feu et bombardement
- Aéroportage et aérolargage de troupe spécialisé et de matériels

### Missions logistiques
- Soutien aux autres corps constituant les forces de défense et de sécurité
- Recherche et sauvetage
- Surveillance des frontières aussi bien maritimes que terrestres
- Transport des autorités gouvernementales

### Missions humanitaires
- Maintien de la paix
- Soutien logistique
- Évacuation des ressortissants gabonais et des pays amis des zones en trouble